# ゴースト (amazarashiのアルバム)
『ゴースト』は、2025年4月9日にソニー・ミュージックアソシエイテッドレコーズより発売、日本のバンド、amazarashiの8枚目のフルアルバム。

## 概要
- 2025年4月29日に開催された自身初の横浜アリーナ公演『電脳演奏監視空間 ゴースト』のために書き下ろした楽曲を収録したコンセプト・アルバム。
- アニメ『青の祓魔師』オープニングテーマ「痛覚」を含む全12曲を収録。
- アルバムは3形態で販売され完全生産限定盤Blu-ray、初回生産限定盤Blu-rayには、『amazarashi LIVE 朗読演奏実験空間 新言語秩序』が収録されている。

## 収録曲
| #   | タイトル             | 作詞 | 作曲・編曲 |
| --- | -------------------- | ---- | ---------- |
| 1.  | 「君のベストライフ」 |      |            |
| 2.  | 「ナイトメア」       |      |            |
| 3.  | 「黎明期」           |      |            |
| 4.  | 「おんなじ髑髏」     |      |            |
| 5.  | 「小市民イーア」     |      |            |
| 6.  | 「アンアライブ」     |      |            |
| 7.  | 「収容室」           |      |            |
| 8.  | 「痛覚」             |      |            |
| 9.  | 「どうなったって」   |      |            |
| 10. | 「夕日解放同盟」     |      |            |
| 11. | 「不眠症の見張り番」 |      |            |
| 12. | 「ゴースト」         |      |            |